# Subdivisions de l'Angleterre

Schéma des subdivisions de l'Angleterre.

Les subdivisions de l'Angleterre sont issues de réformes successives depuis le XIXe siècle.
L'Angleterre est divisée en neuf régions et quarante-huit comtés cérémoniels mais ces subdivisions ont un rôle limité en matière de politique publique. En matière de gouvernement local, le pays est divisé en comtés, districts et paroisses. Dans la plus grande partie du pays, comtés et districts forment deux niveaux de gouvernement séparés mais dans certaines zones ils sont fusionnés en autorités unitaires. Les paroisses ne couvrent qu'une partie du territoire.

## Régions

Les régions d'Angleterre.

L'ensemble de l'Angleterre est divisée en neuf régions comprenant chacune un certain nombre de comtés et districts.
À l'exception du Grand Londres, les régions ne sont pas des échelons de gouvernement local. Elles servent de circonscriptions pour les élections européennes depuis 1999.
Des assemblées régionales élues au suffrage indirect ont existé entre 1998 et 2010 mais elles ont été remplacées par des commissions d'élus locaux (Local authority leaders' board) finalement elles-mêmes remplacées par des simples associations d'élus.

## Comtés cérémoniels

Les comtés cérémoniels.

L'Angleterre est entièrement subdivisée en 48 comtés cérémoniels. Ceux-ci n'ont pas de rôle administratif et leurs frontières ne concordent pas toujours avec celles des comtés métropolitains et non métropolitains qui servent de base au gouvernement local.
Dans chaque comté cérémoniel est nommé un lord-lieutenant qui est le représentant traditionnel du monarque dans la subdivision.

## Comtés et districts

Comté non métropolitain (deux niveaux de gouvernement)
Autorité unitaire (comté non métropolitain)
Comté métropolitain (seuls les districts sont un niveau de gouvernement)
Grand Londres

Pour le gouvernement local, l'Angleterre compte quatre types de configuration :
- les zones non métropolitaines à deux niveaux de gouvernement : comtés et districts ;
- les zones métropolitaines où seuls les districts sont un niveau de gouvernement ;
- les autorités unitaires qui combinent comtés et districts ;
- le Grand Londres qui dispose d'une organisation particulière.

Depuis 2011, les gouvernements locaux d'un territoire peuvent former entre eux une autorité combinée afin d'exercer certaines compétences.

### Comtés non métropolitains à deux niveaux de gouvernement
La majorité du territoire de l'Angleterre dispose d'un gouvernement local à deux niveaux. Dans ces 27 comtés non métropolitains, le conseil de comté exerce la majorité des compétences du gouvernement local et les 201 districts ont un rôle plus limité. La seule exception étant le comté non métropolitain du Berkshire dans lequel les districts sont des autorités unitaires bien que le comté n'ait pas été formellement aboli.
Les districts sont des subdivisions des comtés. Ils peuvent recevoir le statut de borough ou cité city mais il s'agit d'un titre honorifique qui n'affecte pas leurs compétences.
Les frontières des comtés non métropolitains correspondent aux frontières des comtés cérémoniels.

### Comtés métropolitains

Comtés métropolitains.

Six grandes agglomérations d'Angleterre ont le statut de comté métropolitain. Des conseils de comté y ont existé de 1974 à 1986 mais aujourd'hui, les fonctions de gouvernement local sont exercés par les districts métropolitains (qui portent tous le statut de borough ou cité).
Bien que leurs conseils aient été abolis, les comtés métropolitains existent toujours légalement et correspondent aux comtés cérémoniels.

### Autorités unitaires

Autorités unitaires.

Certains territoires sont gouvernés par un conseil unique appelé autorité unitaire qui exerce en même temps les fonctions de comté et de district non métropolitain. Une autorité unitaire peut avoir le statut de borough ou cité.
46 autorités unitaires ont été créées entre 1995 et 1998 et neuf depuis 2009. Les autorités unitaires sont formées par des districts non métropolitains qui reçoivent les compétences d'un comté ou par des comtés qui reçoivent les compétences des districts.
Pour les fonctions cérémonielles, les unités autoritaires continuent de faire partie du comté cérémoniel dont leur territoire dépendait avant leur formation.

### Grand Londres
La zone administrative du Grand Londres a été créée en 1965 et ses frontières correspondent à celle de la région de Londres.
En 2000 a été créée l'Autorité du Grand Londres qui dispose d'un maire et d'une assemblée d'élus.
Le Grand Londres est divisé en 32 boroughs de Londres, eux aussi créés en 1965 et qui disposent chacun de leur propre conseil élu. Aux boroughs s'ajoute la Cité de Londres qui dispose d'un statut particulier. La Cité de Londres, d'une part, et le reste du Grand Londres, d'autre part, forment chacun un comté cérémoniel.

### Îles Scilly
Les îles Scilly disposent d'un gouvernement sui generis appelé Conseil des îles Scilly. Formé en 1890 comme Conseil du district rural des îles Scilly, son nom a changé mais il a échappé aux réformes des gouvernements locaux. Il fonctionne de fait comme autorité unitaire mais les îles font partie du comté cérémoniel de Cornouailles.

## Paroisses
Les paroisses civiles sont les plus petites subdivisions anglaises. Une paroisse est une subdivision d'un district ou d'une autorité unitaire et peut correspondre à un village, à une petite ville ou à un quartier. L'ensemble du territoire n'est pas divisé en paroisses.

## Liste des subdivisions de l'Angleterre
| Légende                  | - CNM Comté non métropolitain (toutes les zones à deux niveaux de gouvernement sauf le Berkshire)                                   | - CNM Comté non métropolitain (toutes les zones à deux niveaux de gouvernement sauf le Berkshire) | - District non métropolitain |
| Légende                  | - AU Autorité unitaire (à la fois comté et district non métropolitain) (sauf les districts du Berkshire qui ne sont pas des comtés) |                                                                                                   | |
| Légende                  | - CM Comté métropolitain | - CM Comté métropolitain                                                                          | - District métropolitain |
| Légende                  | - Grand Londres | - Grand Londres                                                                                   | - Borough de Londres |
| Région                   | Comté cérémonial | Comté métropolitain ou non métropolitain                                                          | Districts, boroughs et cités |
| Angleterre de l'Est      | Essex | 1. Thurrock AU                                                                                    | 1. Thurrock AU |
| Angleterre de l'Est      | Essex | 2. Southend-on-Sea AU                                                                             | |
| Angleterre de l'Est      | Essex | 3. Essex CNM                                                                                      | a) Harlow, b) Epping Forest, c) Brentwood, d) Basildon, e) Castle Point, f) Rochford, g) Maldon, h) Chelmsford, i) Uttlesford, j) Braintree, k) Colchester, l) Tendring |
| Angleterre de l'Est      | 4. Hertfordshire CNM | 4. Hertfordshire CNM                                                                              | a) Three Rivers, b) Watford, c) Hertsmere, d) Welwyn Hatfield, e) Broxbourne, f) East Hertfordshire, g) Stevenage, h) North Hertfordshire, i) St Albans, j) Dacorum |
| Angleterre de l'Est      | Bedfordshire | 5. Luton AU                                                                                       | 5. Luton AU |
| Angleterre de l'Est      | Bedfordshire | 6. Bedford AU                                                                                     | |
| Angleterre de l'Est      | Bedfordshire | 7. Central Bedfordshire AU                                                                        | |
| Angleterre de l'Est      | Cambridgeshire | 8. Cambridgeshire CNM                                                                             | a) Cambridge, b) South Cambridgeshire, c) Huntingdonshire, d) Fenland, e) East Cambridgeshire |
| Angleterre de l'Est      | Cambridgeshire | 9. Peterborough AU                                                                                | |
| Angleterre de l'Est      | 10. Norfolk CNM | 10. Norfolk CNM                                                                                   | a) Norwich, b) South Norfolk, c) Great Yarmouth, d) Broadland, e) North Norfolk, g) King's Lynn and West Norfolk, f) Breckland |
| Angleterre de l'Est      | 11. Suffolk CNM | 11. Suffolk CNM                                                                                   | a) Ipswich, b) East Suffolk, c) Mid Suffolk, d) Babergh, e) West Suffolk |
| Midlands de l'Est        | Derbyshire | 1. Derbyshire CNM                                                                                 | a) High Peak, b) Derbyshire Dales, c) South Derbyshire, d) Erewash, e) Amber Valley, f) North East Derbyshire, g) Chesterfield, h) Bolsover |
| Midlands de l'Est        | Derbyshire | 2. Derby AU                                                                                       | |
| Midlands de l'Est        | Nottinghamshire | 3. Nottinghamshire CNM                                                                            | a) Rushcliffe, b) Broxtowe, c) Ashfield, d) Gedling, e) Newark and Sherwood, f) Mansfield, g) Bassetlaw |
| Midlands de l'Est        | Nottinghamshire | 4. Nottingham AU                                                                                  | |
| Midlands de l'Est        | Lincolnshire (en partie) | 5. Lincolnshire CNM                                                                               | a) Lincoln, b) North Kesteven, c) South Kesteven, d) South Holland, e) Boston, f) East Lindsey, g) West Lindsey |
| Midlands de l'Est        | Leicestershire | 6. Leicestershire CNM                                                                             | a) Charnwood, b) Melton, c) Harborough, d) Oadby and Wigston, e) Blaby, f) Hinckley and Bosworth, g) North West Leicestershire |
| Midlands de l'Est        | Leicestershire | 7. Leicester AU                                                                                   | |
| Midlands de l'Est        | 8. Rutland AU |                                                                                                   | |
| Midlands de l'Est        | 9. Northamptonshire CNM | 9. Northamptonshire CNM                                                                           | a) South Northamptonshire, b) Northampton, c) Daventry, d) Wellingborough, e) Kettering, f) Corby, g) East Northamptonshire |
| Londres                  | 1. Grand Londres | Grand Londres                                                                                     | a) Cité de Westminster, b) Kensington and Chelsea, c) Hammersmith and Fulham, d) Wandsworth, e) Lambeth, f) Southwark, g) Tower Hamlets, h) Hackney, i) Islington, j) Camden, k) Brent, l) Ealing, m) Hounslow, n) Richmond, o) Kingston upon Thames, p) Merton, q) Sutton, r) Croydon, s) Bromley, t) Lewisham, u) Greenwich, v) Bexley, w) Havering, x) Barking and Dagenham, y) Redbridge, z) Newham, aa) Waltham Forest, ab) Haringey, ac) Enfield, ad) Barnet, ae) Harrow, af) Hillingdon |
| Londres                  | 2. Cité de Londres | Grand Londres                                                                                     | a) Cité de Londres |
| Angleterre du Nord-Est   | 1. Northumberland AU | 1. Northumberland AU                                                                              | 1. Northumberland AU |
| Angleterre du Nord-Est   | 2. Tyne and Wear CM | 2. Tyne and Wear CM                                                                               | a) Newcastle upon Tyne, b) Gateshead, c) North Tyneside, d) South Tyneside, e) Sunderland |
| Angleterre du Nord-Est   | Durham | 3. Durham AU                                                                                      | 3. Durham AU |
| Angleterre du Nord-Est   | Durham | 4. Darlington AU                                                                                  | |
| Angleterre du Nord-Est   | Durham | 5. Hartlepool AU                                                                                  | |
| Angleterre du Nord-Est   | Durham | 6. Stockton-on-Tees AU                                                                            | |
| Angleterre du Nord-Est   | Yorkshire du Nord (en partie) |                                                                                                   | |
| Angleterre du Nord-Est   | 7. Redcar and Cleveland AU |                                                                                                   | |
| Angleterre du Nord-Est   | 8. Middlesbrough AU |                                                                                                   | |
| Angleterre du Nord-Ouest | Cheshire | 11. Cheshire East AU                                                                              | 11. Cheshire East AU |
| Angleterre du Nord-Ouest | Cheshire | 10. Cheshire West and Chester AU                                                                  | |
| Angleterre du Nord-Ouest | Cheshire | 8. Halton AU                                                                                      | |
| Angleterre du Nord-Ouest | Cheshire | 9. Warrington AU                                                                                  | |
| Angleterre du Nord-Ouest | Cumbria | 1. Cumberland AU                                                                                  | 1. Cumberland AU |
| Angleterre du Nord-Ouest | Cumbria | 2. Westmorland and Furness AU                                                                     | |
| Angleterre du Nord-Ouest | 6. Grand Manchester CM | 6. Grand Manchester CM                                                                            | a) Bolton, b) Bury, c) Manchester, d) Oldham, e) Rochdale, f) Salford, g) Stockport, h) Tameside, i) Trafford, j) Wigan |
| Angleterre du Nord-Ouest | Lancashire | 3. Lancashire CNM                                                                                 | a) West Lancashire, b) Chorley, c) South Ribble, d) Fylde, e) Preston, f) Wyre, g) Lancaster, h) Ribble Valley, i) Pendle, j) Burnley, k) Rossendale, l) Hyndburn |
| Angleterre du Nord-Ouest | Lancashire | 4. Blackpool AU                                                                                   | |
| Angleterre du Nord-Ouest | Lancashire | 5. Blackburn with Darwen AU                                                                       | |
| Angleterre du Nord-Ouest | 7. Merseyside CM | 7. Merseyside CM                                                                                  | a) Knowsley, b) Liverpool, c) St. Helens, d) Sefton, e) Wirral |
| Angleterre du Sud-Est    | 1. Berkshire CNM | 1. Berkshire CNM                                                                                  | a) West Berkshire AU, b) Reading AU, c) Wokingham AU, d) Bracknell Forest AU, e) Windsor and Maidenhead AU, f) Slough AU |
| Angleterre du Sud-Est    | Buckinghamshire | 2. Buckinghamshire CNM                                                                            | a) South Bucks, b) Chiltern, c) Wycombe, d) Aylesbury Vale |
| Angleterre du Sud-Est    | Buckinghamshire | 3. Milton Keynes AU                                                                               | |
| Angleterre du Sud-Est    | Sussex de l'Est | 4. Sussex de l'Est CNM                                                                            | a) Hastings, b) Rother, c) Wealden, d) Eastbourne, e) Lewes |
| Angleterre du Sud-Est    | Sussex de l'Est | 5. Brighton et Hove AU                                                                            | |
| Angleterre du Sud-Est    | Hampshire | 6. Hampshire CNM                                                                                  | a) Fareham, b) Gosport, c) Winchester, d) Havant, e) East Hampshire, f) Hart, g) Rushmoor, h) Basingstoke and Deane, i) Test Valley, j) Eastleigh, k) New Forest |
| Angleterre du Sud-Est    | Hampshire | 7. Southampton AU                                                                                 | |
| Angleterre du Sud-Est    | Hampshire | 8. Portsmouth AU                                                                                  | |
| Angleterre du Sud-Est    | 9. Isle of Wight AU |                                                                                                   | |
| Angleterre du Sud-Est    | Kent | 10. Kent CNM                                                                                      | a) Dartford, b) Gravesham, c) Sevenoaks, d) Tonbridge and Malling, e) Tunbridge Wells, f) Maidstone, g) Swale, h) Ashford, i) Folkestone and Hythe, j) Canterbury, k) Dover, l) Thanet |
| Angleterre du Sud-Est    | Kent | 11. Medway AU                                                                                     | |
| Angleterre du Sud-Est    | 12. Oxfordshire CNM | 12. Oxfordshire CNM                                                                               | a) Oxford, b) Cherwell, c) South Oxfordshire, d) Vale of White Horse, e) West Oxfordshire |
| Angleterre du Sud-Est    | 13. Surrey CNM | 13. Surrey CNM                                                                                    | a) Spelthorne, b) Runnymede, c) Surrey Heath, d) Woking, e) Elmbridge, f) Guildford, g) Waverley, h) Mole Valley, i) Epsom and Ewell, j) Reigate and Banstead, k) Tandridge |
| Angleterre du Sud-Est    | 14. Sussex de l'Ouest CNM | 14. Sussex de l'Ouest CNM                                                                         | a) Worthing, b) Arun, c) Chichester, d) Horsham, e) Crawley, f) Mid Sussex, g) Adur |
| Angleterre du Sud-Ouest  | Somerset | 1. Bath and North East Somerset AU                                                                | 1. Bath and North East Somerset AU |
| Angleterre du Sud-Ouest  | Somerset | 2. North Somerset AU                                                                              | |
| Angleterre du Sud-Ouest  | Somerset | 11. Somerset CNM                                                                                  | a) South Somerset, b) Taunton Deane, c) West Somerset, d) Sedgemoor, e) Mendip |
| Angleterre du Sud-Ouest  | 3. Bristol AU |                                                                                                   | |
| Angleterre du Sud-Ouest  | Gloucestershire | 4. South Gloucestershire AU                                                                       | 4. South Gloucestershire AU |
| Angleterre du Sud-Ouest  | Gloucestershire | 5. Gloucestershire CNM                                                                            | a) Gloucester, b) Tewkesbury, c) Cheltenham, d) Cotswold, e) Stroud, f) Forest of Dean |
| Angleterre du Sud-Ouest  | Wiltshire | 6. Swindon AU                                                                                     | 6. Swindon AU |
| Angleterre du Sud-Ouest  | Wiltshire | 7. Wiltshire AU                                                                                   | |
| Angleterre du Sud-Ouest  | Dorset | 8. Dorset CNM                                                                                     | a) Weymouth and Portland, b) West Dorset, c) North Dorset, d) Purbeck, e) East Dorset, f) Christchurch |
| Angleterre du Sud-Ouest  | Dorset | 9. Poole AU                                                                                       | |
| Angleterre du Sud-Ouest  | Dorset | 10. Bournemouth AU                                                                                | |
| Angleterre du Sud-Ouest  | Devon | 12. Devon CNM                                                                                     | a) Exeter, b) East Devon, c) Mid Devon, d) North Devon, e) Torridge, f) West Devon, g) South Hams, h) Teignbridge |
| Angleterre du Sud-Ouest  | Devon | 13. Torbay AU                                                                                     | |
| Angleterre du Sud-Ouest  | Devon | 14. Plymouth AU                                                                                   | |
| Angleterre du Sud-Ouest  | Cornouailles | 15. Îles Scilly AU sui generis                                                                    | 15. Îles Scilly AU sui generis |
| Angleterre du Sud-Ouest  | Cornouailles | 16. Cornouailles AU                                                                               | |
| Midlands de l'Ouest      | 1. Herefordshire AU | 1. Herefordshire AU                                                                               | 1. Herefordshire AU |
| Midlands de l'Ouest      | Shropshire | 2. Shropshire AU                                                                                  | 2. Shropshire AU |
| Midlands de l'Ouest      | Shropshire | 3. Telford and Wrekin AU                                                                          | |
| Midlands de l'Ouest      | Staffordshire | 4. Staffordshire CNM                                                                              | a) Cannock Chase, b) East Staffordshire, c) Lichfield, d) Newcastle-under-Lyme, e) South Staffordshire, f) Stafford, g) Staffordshire Moorlands, h) Tamworth |
| Midlands de l'Ouest      | Staffordshire | 5. Stoke-on-Trent AU                                                                              | |
| Midlands de l'Ouest      | 6. Warwickshire CNM | 6. Warwickshire CNM                                                                               | a) North Warwickshire, b) Nuneaton and Bedworth, c) Rugby, d) Stratford-on-Avon, e) Warwick |
| Midlands de l'Ouest      | 7. West Midlands CM | 7. West Midlands CM                                                                               | a) Birmingham, b) Coventry, c) Dudley, d) Sandwell, e) Solihull, f) Walsall, g) Wolverhampton |
| Midlands de l'Ouest      | 8. Worcestershire CNM | 8. Worcestershire CNM                                                                             | a) Bromsgrove, b) Malvern Hills, c) Redditch, d) Worcester, e) Wychavon, f) Wyre Forest |
| Yorkshire-et-Humber      | 1. Yorkshire du Sud CM | 1. Yorkshire du Sud CM                                                                            | a) Sheffield, b) Rotherham, c) Barnsley, d) Doncaster |
| Yorkshire-et-Humber      | 2. Yorkshire de l'Ouest CM | 2. Yorkshire de l'Ouest CM                                                                        | a) Wakefield, b) Kirklees, c) Calderdale, d) Bradford, e) Leeds |
| Yorkshire-et-Humber      | Yorkshire du Nord (en partie) | 3. Yorkshire du Nord CNM                                                                          | a) Selby, b) Harrogate, c) Craven, d) Richmondshire, e) Hambleton, f) Ryedale, g) Scarborough |
| Yorkshire-et-Humber      | Yorkshire du Nord (en partie) | 4. York AU                                                                                        | |
| Yorkshire-et-Humber      | East Riding of Yorkshire | 5. East Riding of Yorkshire AU                                                                    | 5. East Riding of Yorkshire AU |
| Yorkshire-et-Humber      | East Riding of Yorkshire | 6. Kingston upon Hull AU                                                                          | |
| Yorkshire-et-Humber      | Lincolnshire (en partie) | 7. North Lincolnshire AU                                                                          | 7. North Lincolnshire AU |
| Yorkshire-et-Humber      | Lincolnshire (en partie) | 8. North East Lincolnshire AU                                                                     | |